# Île Epsilon (Antarctique)
L'île Epsilon (en anglais : Epsilon Island, en espagnol : Isla Epsilon), appelée île Alberti par l'Argentine, est une petite île inhabitée de l'archipel des îles Melchior de l'archipel Palmer en Antarctique. Elle est située entre l'île Alpha et l'extrémité sud de l'île Lambda.

## Toponymie
Le nom de Epsilon (la 5e lettre de l'alphabet grec) a été donné par le personnel de la Discovery Investigations (en) du navire britannique RRS Discovery qui a dressé une carte approximative de l'île en 1927. 

## Histoire
L'île a été visitée par des expéditions argentines en 1942 et 1943. La marine argentine l'a nommée du nom du prêtre et patriote Manuel Alberti, qui intégra la première Junte et la grande Junte en tant que membre du conseil.

## Revendications territoriales
L'Argentine intègre l'île dans la province de la Terre de Feu, de l'Antarctique et des îles de l'Atlantique sud. Le Chili l'intègre dans la commune de l'Antarctique chilien de la province de l'Antarctique chilien à la région de Magallanes et de l'Antarctique chilien. Quant au Royaume-Uni l'île est intégrée au territoire antarctique britannique.
Les trois revendications sont soumises aux dispositions et restrictions de souveraineté du traité sur l'Antarctique. L'île est donc nommée :
- Argentine : Isla Alberti
- Chili : Isla Epsilon
- Royaume-Uni : Epsilon Island